# توماس برادي (راكب الكنو)
توماس برادي (بالإنجليزية: Thomas Brady)‏ هو راكب الكنو بريطاني، ولد في 22 يوليو 1991 في باسينجستوك في المملكة المتحدة.